# 白岡バスストップ

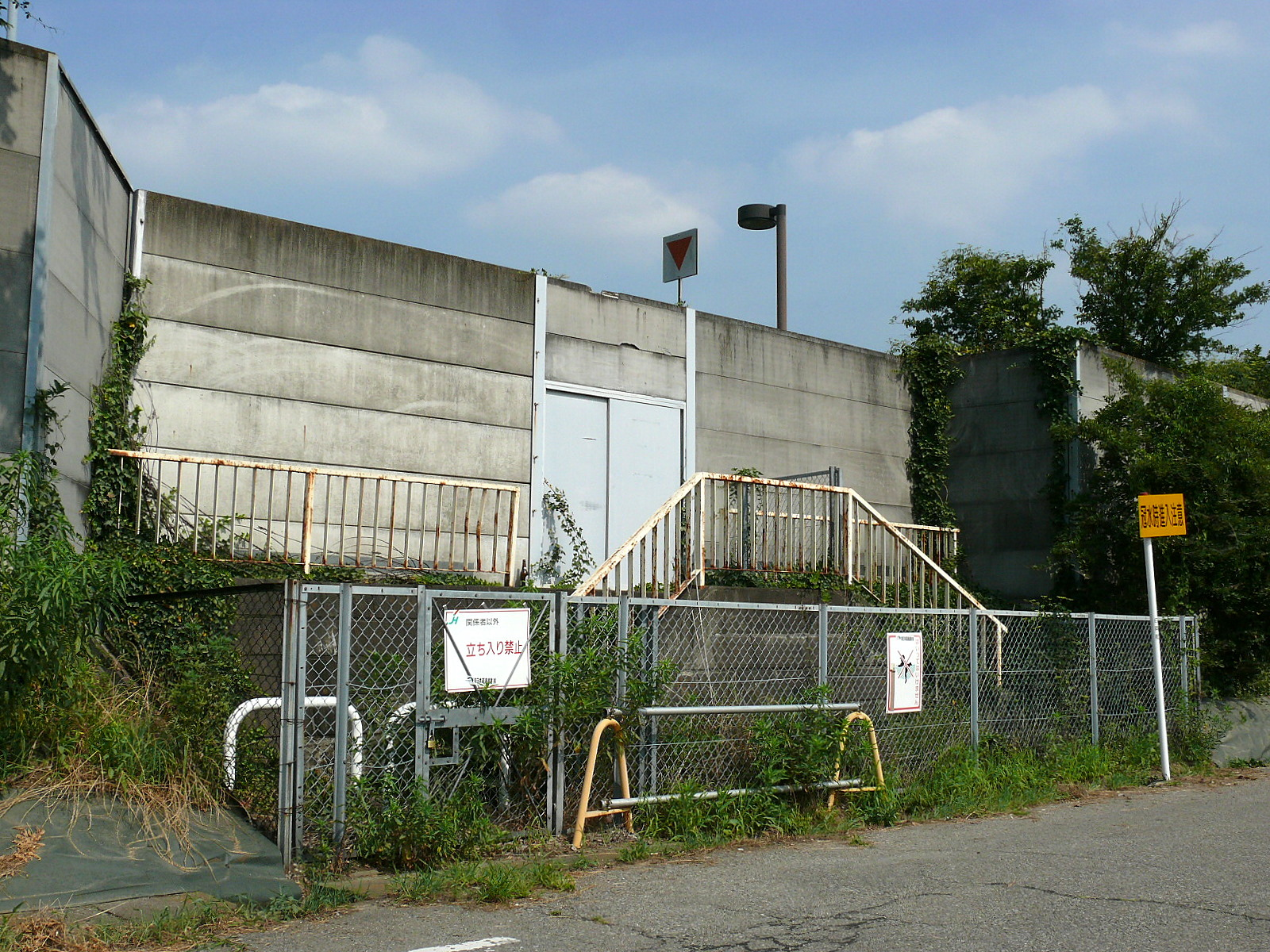
閉鎖されている下り車線側の出入口（2008年）

白岡バスストップ（しらおかバスストップ）は、埼玉県白岡市小久喜の東北自動車道上にあるバス停留所。路線廃止によりこのバス停に停車する高速バスは存在しなくなり、2020年時点では東日本高速道路（NEXCO東日本）の管理用施設に転用されている。

## 歴史
- 1995年（平成7年）3月18日 : 東武バス・関東バスの共同運行により、新宿 - 日光・鬼怒川線が運行開始。
- 1997年（平成9年）3月24日 : 新宿 - 日光線が廃止。
- 1998年（平成10年）2月27日 : 新宿 - 鬼怒川線が廃止、これにより当停留所に停車するバス路線がなくなる。

## かつて停車していた路線
当時の東武バスは東武鉄道自動車局の直営であった。
- 新宿 - 日光線（東武バス・関東バス）
- 新宿 - 鬼怒川線（東武バス・関東バス）

## 周辺
- 白岡市役所
- ふれあいの森公園

## 隣
E4 東北自動車道
(3) 岩槻IC - (3-1) 蓮田SA/SIC - 白岡BS - (3-2) 久喜白岡JCT - (4) 久喜IC